# Streptosyllis bidentata
Streptosyllis bidentata är en ringmaskart som beskrevs av Rowland Southern 1914. Streptosyllis bidentata ingår i släktet Streptosyllis och familjen Syllidae. Arten har ej påträffats i Sverige. Inga underarter finns listade i Catalogue of Life.